# Loro Jones
Antônio Marcos Lopes de Souza (Rio de Janeiro, 19 de outubro de 1961), mais conhecido pelo nome artístico de Loro Jones, é um músico, compositor e produtor musical brasileiro.
Alcançou projeção nacional como guitarrista da banda de rock Capital Inicial, que fundou ao lado dos irmãos Fê Lemos e Flávio Lemos em 1982.
É compositor de sucessos como "Independência", "Leve Desespero", "Cai a Noite", "Belos e Malditos", entre outras canções.

## Biografia
Apesar de ter nascido no Rio de Janeiro, mudou-se bem garoto para Brasília, quando seu pai - soldado do Corpo de Bombeiros à época - foi transferido. Era chamado de 'Diabo Louro' por causa das molecagens que fazia: colocava corujas nas mesas das professoras para assustá-las e quebrava vidraças. Depois virou 'Loro'. E, como ele gostava do trabalho de Steve Jones, guitarrista da extinta banda britânica de punk rock Sex Pistols, incorporou 'Jones' ao seu sobrenome.
O avô de Loro tocava e construía instrumentos musicais. O pai o apoiava, mas não tinha dinheiro para bancar sua paixão pela música. A mãe acabou vendendo uma máquina de costura para comprar a primeira guitarra para ele. Loro Jones é irmão de Geraldo Ribeiro, da Escola de Escândalos, e Rogério Lopes, do Elite Sofisticada, ambas bandas atuantes no cenário brasiliense da década de 80. O brasileiro Eduardo EGS e o norte-americano Blues Sarraceno são suas referências de estilo na guitarra, dos quais tenta emular a busca por um "punch" diferente e característico para cada composição.
Antes de se juntar aos irmãos Lemos para formar o Capital Inicial, Loro tocou na banda Blitx 64 (banda precursora do rock brasiliense ao lado do Aborto Elétrico).
O guitarrista saiu da banda no final de 2001, reclamando do excesso de tempo trabalhando, agravado pelo fato de que ao contrário dos companheiros de banda, que se mudaram para São Paulo, ainda residia em Brasília e tinha muitos gastos se deslocando entre as duas cidades. Foi substituído por Yves Passarell.
Mora em Brasília de até 2014, se muda para Salvador por oito meses e retorna para São Paulo.
Em 2016, assina contrato para lançamento do seu primeiro disco solo, com produção do norte-americano David Z.
Em 2018, Loro teve sua chácara no Lago Sul, em Brasília, assaltada, perdendo guitarras, baterias e mesa de som furtadas, totalizam quase R$ 1 milhão de prejuízo.
Em 2019, o músico processou sua antiga banda e a gravadora Sony Music por direitos que lhe seriam devidos pelo disco Acústico MTV.
Em 2011, foi produzido o filme Somos Tão Jovens sobre o rock de Brasília, e seu personagem foi interpretado pelo guitarrista Vitor Bonfá. Por coincidência é o mesmo sobrenome do baterista do Legião Urbana, Marcelo Bonfá. O longa foi produzido por Canto Claro Produções Artísticas e dirigido por Antonio Carlos da Fontoura.

## Discografia
Com Capital Inicial
- 1986 - Capital Inicial
- 1987 - Independência
- 1988 - Você Não Precisa Entender
- 1989 - Todos os Lados
- 1991 - Eletricidade
- 1994 - Rua 47
- 1997 - Ao Vivo
- 1998 - Atrás dos Olhos
- 2000 - Acústico MTV